# Colombard
Colombard (Colombard bijeli) je bijela sorta grožđa, još jedna koja trpi loš glas zbog izdašnosti uroda. Iako je ova sorta posađena na velikim površinama, zbog prevelike rodnosti je došla na loš glas, tako da se uglavnom koristi za proizvodnju vina miješanjem s drugim sortama.
Aroma sadrži okus limuna i breskve uz laganu aromu grejpfruta.
Pogoduje joj topla klima.

## Vanjske poveznice
- Mali podrum  Arhivirana inačica izvorne stranice od 28. rujna 2007. (Wayback Machine) - Colombard; hrvatska vina i proizvođači